# Ribeira do Monte Gordo
A Ribeira do Monte Gordo é um curso de água português localizado no concelho de Santa Cruz das Flores, ilha das Flores, arquipélago dos Açores.
A Ribeira do Monte Gordo tem origem a uma cota de altitude de cerca de 700 metros numa zona de elevada pluviosidade, nos contrafortes no Pico da Burrinha.
A sua bacia hidrográfica, procede à drenagem do Pico da Burrinha e de parte da Caldeirinha.
O seu curso de água desagua no Oceano Atlântico depois de atravessar a zona da Caldeirinha, junto à Ponta dos Fenais, entre a Quebrada Nova e a Baixa Rasa, frente ai Ilhéu de Monchique, do cimo de uma falésia com cerca de 400 metros de altura.